# Záhoří (Maršovice)
Záhoří je malá vesnice, část městyse Maršovice v okrese Benešov. Nachází se asi 3 km na severozápad od Maršovic. V roce 2009 zde bylo evidováno 9 adres.
Záhoří leží v katastrálním území Zderadice o výměře 6,39 km².

## Historie
První písemná zmínka o vesnici pochází z roku 1618.
Za druhé světové války se ves stala součástí vojenského cvičiště Zbraní SS Benešov a její obyvatelé se museli 31. prosince 1943 vystěhovat.